# Estádio Edgard Santos
Estádio Edgard Santos – stadion piłkarski, w Simões Filho, Bahia, Brazylia, na którym swoje mecze rozgrywa klub Associação Desportiva Leônico.